# Форну-Тельейру
Форну-Тельейру (порт. Forno Telheiro)  —  район (фрегезия) в Португалии,  входит в округ Гуарда. Является составной частью муниципалитета  Селорику-да-Бейра. По старому административному делению входил в провинцию Бейра-Алта. Входит в экономико-статистический  субрегион Бейра-Интериор-Норте, который входит в Центральный регион. Население составляет 838 человек на 2001 год. Занимает площадь 20,48 км².
Покровителем района считается Дева Мария (порт. Nossa Senhora da Graça). 